# Eugenia karwinskyana
Eugenia karwinskyana là một loài thực vật có hoa trong Họ Đào kim nương. Loài này được O.Berg mô tả khoa học đầu tiên năm 1858.